# Batman: Gotham Knights (comics)
Batman : Gotham Knights est une série de bande dessinée américaine mensuelle publiée par DC Comics. À l'origine, l'intention de cette série était de présenter les exploits de Batman et de sa famille élargie comme Alfred Pennyworth, Batgirl, Nightwing, Robin, Oracle, et Catwoman, entre autres. La dernière partie du run, cependant, se concentre beaucoup plus sur ses ennemis.
La série a également mis en avant le populaire Batman: Black and White, bande dessinée secondaire qui a permis à plusieurs artistes, aux styles divers, de présenter leur vision du Chevalier noir dans un format noir et blanc. Les contributeurs de cette section regroupent Jim Lee, John Byrne, John Buscema, Eduardo Risso, Jordi Bernet, José Luis García-López, Kyle Baker, Harlan Ellison, Dave Gibbons, Gene Ha, Gene Colan, Enrique Brèche, Claudio Castellini, Dick Giordano, Christian Alamy, Jason Pearson, Mike Wieringo, Alan Davis, Chris Bachalo, Denys Cowan, John Watkiss, Mike Kaluta et Whilce Portacio.

## Histoire éditoriale
Batman : Gotham Knights a commencé en mars 2000 et a duré 74 numéros. Le dernier numéro a été publié en avril 2006. Ce titre a été parmi ceux qui ont été annulés à la conclusion de l'histoire de Infinite Crisis, dans le cadre de l'événement « One Year Later ». La dernière histoire fut laissée en suspens, mais a été conclue dans Detective Comics avec l'arc Cœur de Silence de Paul Dini.

## Publications

### Éditions américaines
Plusieurs numéros ont été regroupés dans plusieurs volumes :
- Batman: Officer Down (Batman: Gotham Knights n°13)
- Batman: Scarecrow Tales (Batman: Gotham Knights n°23)
- Batman: Bruce Wayne – Murderer?  (Batman: Gotham Knights n°25-26)
- Batman: Bruce Wayne Murderer TP (Nouvelle Édition) (Batman: Gotham Knights n°25-28)
- Batman: Bruce Wayne – Fugitive Vol. Un (Batman: Gotham Knights n°27-28)
- Batman: Bruce Wayne – Fugitive Vol. Deux (Batman: Gotham Knights n°30-31)
- Batman: Bruce Wayne – Fugitive (Nouvelle Édition) (Batman: Gotham Knights n°29-32)
- Batman: The Greatest Stories Ever Told Vol. 1 (Batman: Gotham Knights n°32)
- Hush Returns (collecte Batman: Gotham Knights n°50 à 55, 66, 2006, Titan Books,  (ISBN 1-84576-258-4), DC Comics,  (ISBN 1-4012-0900-9))
- Batman: War Games Act One – Outbreak (Batman:Gotham Knights n°56)
- Batman: War Games Act Two Tides (Batman: Gotham Knights n°57)
- Batman: War Games Act Three Endgame (Batman: Gotham Knights n°58)
- Batman Black and White :
  - Le Volume 2 a été initialement publié en septembre 2002 avec une couverture cartonnée  (ISBN 1-56389-828-4). Il regroupait les histoires secondaires en noir et blanc des seize premiers numéros de Batman: Gotham Knights, ainsi que cinq contes jamais publiés auparavant. Les cinq nouvelles histoires ont été incluses dans les numéros suivants de Batman: Gotham Knights. Le Volume 2 est sorti sous la forme d'un livre à la couverture souple en octobre 2003  (ISBN 1-56389-917-5).
  - Le Volume 3 a été publié en Mai 2007 avec une couverture cartonnée  (ISBN 978-1-4012-1531-6). Il regroupait les histoires secondaires en noir et blanc de Batman: Gotham Knights n°17 à 49. L'édition avec la couverture souple a été publiée en 2008  (ISBN 978-1-4012-1354-1)[1].

### Éditions françaises

#### Éditions kiosques
- Vengeance (Batman: Hush Returns), Batman n°1 à 5 de Panini Comics, 2005. Contient Batman : Gotham Knights n°50-55.
- Nature Humaine (Batman : Human Nature), Batman n°16 à 18 de Panini Comics, 2006-2007. Contient Batman : Gotham Knights n°61-65
- Le Futur sous toutes ses formes (Batman : The Shape of Things to Come), Batman Hors-série n°6 de Panini Comics, 2007. Contient Batman : Gotham Knights n°68-71

#### Éditions librairies
- La Cité brisée (Batman: Broken City). Urban Comics, 2017. Contient Batman : Gotham Knights n°8  (ISBN 978-2-3657-7896-1) .
- New Gotham 2 : Un homme à terre (Batman: Officer Down). Urban Comics, 2017. Contient Batman : Gotham Knights n°13  (ISBN 978-2-3657-7901-2) .
- Batman Meurtrier et Fugitif 1 (Bruce Wayne: Murderer?). Urban Comics, 2018. Contient Batman : Gotham Knights n°25-26  (ISBN 979-1-0268-1349-1) .
- Batman Black and White :
  - Tome 1. Contient Batman: Gotham Knights n°1 à 9. Urban Comics  (ISBN 978-2-3657-7441-3) .
  - Tome 2. Contient Batman: Gotham Knights n°10 à 46. Urban Comics  (ISBN 978-2-3657-7994-4) .